# Uno Ryoko
Uno Ryoko (宇野 涼子, sinh ngày 9 tháng 11 năm 1975) là một cựu cầu thủ bóng đá nữ người Nhật Bản.

## Đội tuyển bóng đá nữ quốc gia Nhật Bản
Uno Ryoko thi đấu cho đội tuyển bóng đá nữ quốc gia Nhật Bản từ năm 1991 đến 1996.

## Thống kê sự nghiệp
| Nhật Bản  | Nhật Bản | Nhật Bản |
| Năm       | Trận     | Bàn      |
| --------- | -------- | -------- |
| 1991      | 1        | 0        |
| 1992      | 0        | 0        |
| 1993      | 4        | 0        |
| 1994      | 0        | 0        |
| 1995      | 0        | 0        |
| 1996      | 1        | 0        |
| Tổng cộng | 6        | 0        |